# Groton, Connecticut

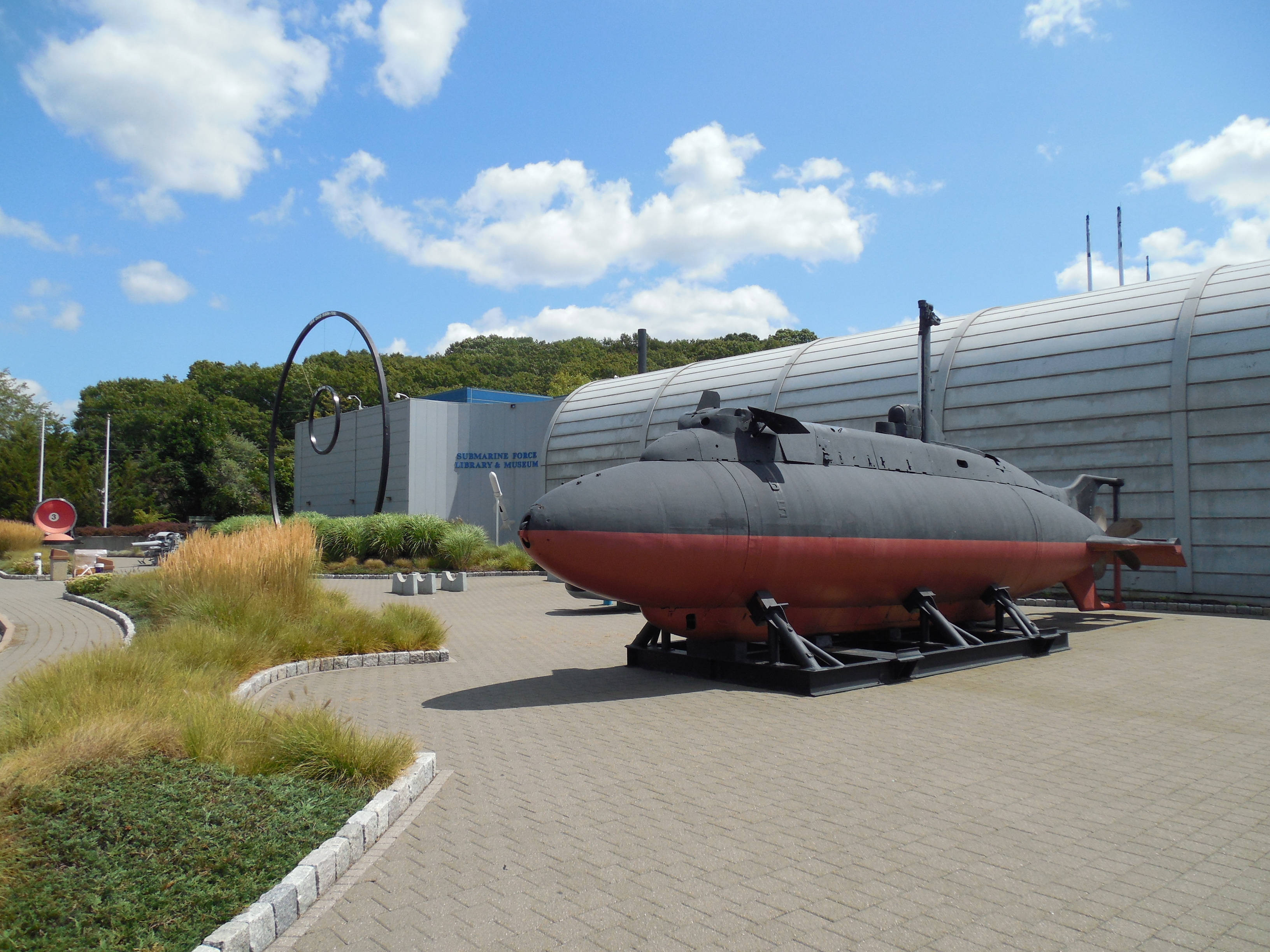

Groton / ɡrɒtən / là một thị trấn nằm trên sông Thames ở quận New London, tiểu bang ConnecticutHoa Kỳ. Dân số là 39.907 người theo cuộc điều tra dân số 2000.
Groton có Electric Boat Corporation, đó là nhà thầu chính cho công trình dưới biển của Hải quân Hoa Kỳ, và của Navy SUBASE New London. Công ty dược phẩm Pfizer cũng là một người sử dụng lao động lớn. Điểm gia cắt Groton là một khuôn viên khu vực của Đại học Connecticut.